# Esqueneu
Esqueneu (Schoeneus), na mitologia grega, é um filho de Atamante e um dos possíveis pais de Atalanta.
Depos que Atamante foi banido da Beócia, perguntando ao deus onde devia morar, recebeu do oráculo a instrução que deveria morar onde ele fosse alimentado por animais selvagens; ele encontrou um grupo de lobos devorando ovelhas, mas quando os lobos o viram, fugiram, deixando a sua presa. Atamante se estabeleceu neste lugar, chamou-o de Athamantia, casou-se com Temisto, filha de Hipseu, e teve mais quatro filhos, Leucon, Erythrius, Esqueneu e Ptous.
Em Pseudo-Apolodoro, na lista dos caçadores ao Javali Calidônio e na lista dos argonautas, Atalanta é mencionada apenas como filha de Esqueneu, mas em outro trecho, Pseudo-Apolodoro apresenta várias possibilidades para quem seria o pai de Atalanta.